# Вергилије
Публије Вергилије Марон (Publius Vergilius Maro, 15. октобар 70. п. н. е. — 20. септембар 19. п. н. е. Бриндизи) првосвештеник је римске поезије и Августове рестаурације. Припада времену Цезаровог наследника Октавијана Августа. Аутор је епова Буколике, Георгике и, најзначајнијег, херојског епа Енејида у 12 књига, који је важио као национални еп Римљана. Вергилије се традиционално рангира као један од највећих римских песника.
Многи подаци о његовом животу нису поуздано утврђени и потичу из касноантичких и средњовековних легенди. Вергилије се помиње као пратилац Данте Алигијерија у подземљу, у Дантеовом делу Божанствена комедија.

## Биографија
Вергилије је рођен 15. октобра 70. п. н. е. у селу Андес близу Мантове, у северној Италији. У овоме крају има келтских и илирских насеља, па латинитет Вергилијевог имена није сасвим поуздан. Није био из имућне породице, али је од младости веома пажљиво образован. За то се побринуо његов отац. Младост је Вергилије провео деломично у школама Кремоне и Милана (Mediolanum). Потом је прешао у Рим где је студирао реторику, медицину и филозофију, првенствено Епикурову код епикуровца Сирона. Збуњиви и стидљиви Вергилије није имао успеха као јавни беседник. Али је већ у младости писао успеле мање песме по угледу на александријске песнике и неотерике Катулове дружине, учено и интимно. Налазимо тако у његовој младости оне елементе који ће бити значајни и за његово песништво: близину селу и природи, солидно и широко образовање прожето реториком, која стоји поред поезије склоне ерудицији и артизму. Није младог Вергилија мимоишло ни оно колебање између филозофије и реторике, карактеристично за античко образовање у коме су се филозоф и ретор непрестано борили око вођства. Сачувана је под именом Вергилијевим једна кратка песма у чију аутентичност немамо разлога да се сумња и где се млади песник опрашта од реторике и од песништва да би се сасвим посветио Епикуровој филозофији. Па опет се и у тој песми Вергилије не опрашта сасвим и заувек од песништва — сматра да су повремени излети у песништво чак и епикурејцу дозвољени. Али песништво је победило над филозофијом, и то песништво у коме је и реторика нашла доста места.
У Риму је Вергилије друговао са елегичарем Корнелијем Галом, са историчарем Асинијем Полионом и са Алфеном Варом, који је по свој прилици такође писао песме. Овим пријатељима посветио је неке од својих Пастирских песама, и то Галу десету, Полиону четврту и осму, Вару девету. Ускоро постаје пријатељ угледног и богатог Гаја Килнија Мецене, потомка краљевске етрурске лозе. Постао је и интиман друг песника Хорација. У Хорацијеву Путу у Брундисиј пише да Хорације, родом са југа Италије, и Вергилије, родом са севера, прате Мецену, који путује важним политичким послом. Тај реалистички опис показује пријатељске односе који владају у овоме кругу образованих песника чији заштитник, Мецена, и сам саставља стихове, али му је главна брига да и у делима његових пријатеља нађе израз Августове политика „обнове“. Вергилија рано упознаје и сам Октавијан Август, па га постепено све чвршће везује за себе и своју културну пропаганду. Тако Вергилије Песмама о пољопривреди и спевом Енејида постаје главни представник Августовог песништва, високо цењен и од самог Августа који му обезбеђује удобан и повучен живот.
Последњих десет година живота провео је Вергилије већином близу Напуља, а понекад и на Сицилији. Године 19. п. н. е. полази на пут у Грчку и Анадолију са намером да упозна те крајеве пре него доврши спев Енејиду и посвети се потом сасвим филозофији, јер га ова жеља из младости није напустила. У Атини се нађе са Августом који га наговори да се врати. Нежна здравља, Вергилије се већ у Грчкој разболи, стигне лађом до Бриндизија у Апулији где умре 20. септембра 19. п. н. е. Његово тело пренесу до Напуља и ту сахране. Био је, кажу, сељачког лика, омањи и пуначак, али нежног здравља. Тих, скроман и јако стидљив избегавао је јавност, па су га стога звали Parthenias.

## Вергилијев додатак
Збирка песама позната под именом Вергилијев додатак (Appendix Vergiliana) садржи низ различитих песама, од којих свака представља посебан проблем у погледу аутентичности. Ситнице (Catalepton, грч. κατὰ λεπτόν = у ситно) је наслов збирке четрнаест кратких песмица, од којих пета и осма највероватније јесу заиста Вергилијеве, јер у њима има аутобиографских црта. У једној се Вергилије опрашта од реторике и песништва да би се посветио филозофији под водством епикурејца Сирона, док се у другој описује скромна Сиронова вила. Обе су по тону и облику блиске Катуловом песништву, а то важи и за остале песме у овој збирци.
Епилиј Комарац (Culex) представља хеленистичку песничку играрију (παίγνιον) пуну сјајног артизма. Песма је пуна митолошке учености, али проткана дражи коју јој даје лако пародични тон. Премда неки антички извори устврђују Вергилијево ауторство, начин писања, структура стиха те очигледна настојања да се подражава Верглије упућују на то да јој је аутор био неки млађи и вешти имитатор.
Цирис је типичан хеленистички епилиј са чисто митолошком тематиком. To je љубавна историја Скиле, кћерке краља Ниса из Мегаре, која се заљубила у непријатељског краља Миноса па је издала домовину. Мит се завршава преображајем (метаморфозом), омиљеним елементом хеленистичке поезије, тако што богови претварају Скилу у морску птицу звану цирис (грч. κεῖρις), а њеног оца Ниса у морског орла (haliaetos). У овој етиолошкој песми има елемената преузетих из Лукреција и Катула, па и самога Вергилија, па није вероватно да јој је аутор Вергилије, а нити Корнелије Гал, на шта се такође помишљало. Прави је аутор вероватно припадао књижевном кругу око Месале Корвина.
Песма Клетве (Dirae) састављена је у хексаметрима, а помишља се да ју је можда написао учитељ неотерика Валерије Катон. Песник проклиње ветерана коме је након грађанског рата додељено његово имање, а сам песник је прогнан. Са овом песмом спојена је под истим насловом и песма која има другачију садржину и тон. Та друга песма је Лидија (Lidia), у којој песник тугује за одсутном драганом. И овде је очигледна веза с неотеричким песништвом, али је могуће и да су ове песме написала два различита аутора, а да су касније у рукописима грешком спојене.
Елегија Крчмарица (Copa) могла би, судећи по њеним високим уметничким квалитетима, заиста бити Вергилијева, али о томе нема поузданих доказа. Песма је хедонистички позив на уживање живота, који изговара сиријска крчмарица која мами песмом и игром госте у своју крчму реалистички описујући дражи своје гостионице.
Ајвар (Moretum) такође одише реализмом и уживањем у фином и детаљном опису свакодневног живота. Песма се углавном карактерише као „идила“, у смислу реалистичких Теокритових „сличица“ (εἰδύλλια) у којима има мало идеализовања и романтике. Назив песме долази од неке салате, сличне ајвару, коју сиромашни сељак припрема рано ујутро пред полазак у поље. Опис спремања хлеба и справљања те салате садржина је готово целе песме (123 хексаметра).
Дидактична песма у хексаметрима под насловом Етна (Aetna) говори о вулканским појавама. Композиција јој је прилично слаба, а у језику се мешају архаизми с новим кованицама. Стил је донекле близак новом стилу Сенекиног времена. Ауторство јој остаје непознато, али се зна то да је настала у Нероново доба, пре ерупције Везува 79. године нове ере. Уосталом, већ се у антици с разлогом сумњало у Вергилијево ауторство.

## Пастирске песме
Младалачке песме Вергилијеве – сачуване у Вергилијевом додатку – показују очигледан утицај неотеричке поезије. Спој тог александринизма и епикурејског идеала о повученом животу у природи одразио се у првом великом песничком делу Вергилијевом – Пастирским песмама, названим и Буколике (Bucolica), а које су касније у рукописима назване још и Изабране песме (Eclogae, укупно их има десет, настале 42–39. п. н. е.). Као образац за Пастирске песме послужиле су Вергилију идиле Теокритове. Понегде је Вергилије по две или три Теокритове песме састављао у своју једну. Међу еклогама има неколико алегорија у којима песник, у оквиру идиле, исказује захвалност цару Августу и другим пријатељима, или прича какав догађај који се на њих односи. Дијалози и монолози пастира, снажна осећајност, пластичан језик и складни хексаметарски стихови испуњавају дело новим лирским квалитетом. Еклоге нису само имитирање Теокрита: у њима је продубљено осећање природе, а пејзаж и расположење стапају се у једну целину. Легендарна Аркадија представља за песника бег и уточиште мира од актуелне стварности и политичких превирања тих година. Зато се у Пастирским песмама ликови из маште стапају с ликовима из савременог песниковог друштва. Најзнаменитије су четврта и осма еклога. У четвртој се прославља очекивано рођење неког божанског детета с којим треба да отпочне нови златни век: ова је песма чувена по томе што је у средњем веку интерпретирана као месијанско откровење, због чега је Вергилије сматран својеврсним мистиком и чаробњаком. У осмој еклоги описује се љубав неке остављене девојке, која покушава да чаролијама и враџбинама свог драгога врати к себи. Ту је Вергилије обрадио познати Теокритов мим Чаробнице.

## Песме о земљорадњи
Пастирским песмама Вергилије је привукао Меценатову пажњу и придружио се његовом књижевном кругу, у којем ће стварати заједно с Хорацијем и Проперцијем. Већ следеће своје дело – Песме о земљорадњи или Ратарске песме, познате и као Георгике (Georgica, писане 37–29. п. н. е.) – посветио је Вергилије Меценату. То је дидактички еп у четири књиге, у коме су обрађени земљорадња, воћарство и остало дрвеће, сточарство и пчеларство. Четврта књига имала је два издања: у првом се налазила похвала Вергилијевом пријатељу, песнику Корнелију Галу, а у другом издању – издатом након што је Корнелије Гал пао у немилост код Августа – Вергилије је изоставио похвалу Галу и уместо ње уметнуо мит о Аристеју, божанском заштитнику пчела. С Пастирским песмама и каснијом Енеидом повезује овај спев исти основни мотив љубави према италском тлу и римском народу. И овде преовлађује идеја мира, али не више само онога аркадског из Пастирских песама, него стваралачког мира и повратка природи, у којој треба трудбенички радити. Вергилије је овај спев написао на основу обимних студија: од Грка читао је Арата, Хесиода, Ксенофонта, Аристотела, Теокрита и многе друге, а од Римљана употребио је Катона и Варона. За стил и језик образац му је био Лукрецијев спев О природи (De rerum natura). Песме о земљорадњи несумњиво су најбољи дидактички еп у целокупној античкој књижевности, али је у њему дидактичност грађе и обраде снажно потиснута лирским сликањем природе и љубави према њој. Елеганција израза и избрушеност хексаметара, уплетене епизоде, бирана игра живих и хармоничних слика чине Георгике најсавршенијим делом Вергилијевим.

## Енеида
Најважније и највеће дело Вергилијево јесте Енеида, јуначки спев у дванаест књига са укупно 9.896 хексаметара, на коме је песник радио од 29. п. н. е. па све до своје смрти. У спеву се описују догађаји са Енејом након пропасти Троје, његова лутања, долазак у Италију, борбе у Лацију са староседеоцима и рутулским краљем Турном. Енеида је постала римским националним епом, али она је истовремено и апотеоза царске јулијевске породице, коју је Вергилије преко Енејиног сина Асканија или Јула везао за Енеју и његову мајку Венеру.

### Садржина спева
Кратак је садржај Енеиде по певањима овакав:
1. Тројански јунак Енеја, након седам година лутања по мору, бачен је, због Јунонине срџбе, на афричку обалу код Картагине.
2. Енеја прича картагинској краљици Дидони о паду Троје и свом бекству из ње.
3. Наставак Енејиног приповедања о лутањима и смрти оца Анхиза на Сицилији.
4. Дидона, заљубљена у Енеју, покушава да спречи његов одлазак те, не успевши у томе, убија се на ломачи.
5. Енеја поново долази на Сицилију, приређује игре у част оца и с делом другова стиже до Италије.
6. У пратњи пророчице Сибиле Енеја се спушта у подземни свет, где му отац прориче будућу величину и снагу Рима и говори му о његовом потомству – Римљанима.
7. Након искрцавања на ушћу Тибера Енеји краљ Латин нуди савез и кћерку Лавинију за жену, али против тога се, подстакнут Јунониним гневом, буни рутулски краљ Турно и започиње рат.
8. Енеја тражи помоћ од палантског краља Евандра и добија оружје које кује Вулкан.
9. У Енејиној одсутности Турно напада Тројанце, али на крају се мора повући.
10. Након већања богова и Јупитерове одлуке да се они не мешају у рат, Турно поново безуспешно наваљује на Тројанце.
11. Одиграва се још једна битка с Турном пред градом Лаурентом.
12. Пошто се Јунона помирила с Енејом, он у директном двобоју побеђује Турна.

### Вредност и значај
Традиција по којој су Римљани водили порекло од Тројанаца које је Енеја довео у Лациј била је позната и званично прихваћена још током Првог пунског рата. Али та је традиција творевина римских филолога и аналиста и не потиче из народне поезије. Вергилије, дакле, није нашао грађу у усменој народној традицији, него је морао вршити научна истраживања. Он је употребио грчке епске песнике и богату историјску, митолошку, филолошку и антикварску литературу, помоћу које је истраживао старе римске и италске обичаје и установе. Изгледа да је у већој мери употребио млађе аналисте. Верглије је, према томе, у Енеиди учени песник (poeta doctus), у пуном смислу те речи. То истичу и Вергилијеви коментатори: „Заиста је Вергилије увек пун знања“, каже Сервије (Totus quidem Vergilius scientia plenus est), док је Макробије импресиониран Вергилијевим изванредним познавањем (profunda scientia) римскога култа.
Песник је Енеиду прво био скицирао у прози, па ју је онда претварао у стихове, и то не редом, него како би му се који одељак свидео. Радио је, полако и брижљиво, најмање десет година, и са послом ни до своје смрти није био сасвим готов. Према Квинтилијану, "Варије је тврдио да је за један дан Вергилије стварао веома мало стихова".
Енеида је изванредно песничко дело. Основна замисао – да се створи национална римска епопеја – у потпуности је успела. Језик и песнички израз су доведени до савршенства, а беспрекорна је и техничка страна грађења стихова. Вергилије је нарочито снажан у сликању детаља, на којима је радио с брижљивошћу карактеристичном за александријске песнике. Међутим, еп има и неколико недостатака. Пре свега, митолошка основа епа превише је izveštačena. Događaji nisu uvek dovoljno motivisani; i ljudi i bogovi previše su zavisni od sudbine (fatum). Glavni lik, Eneja, ima kao epski junak malo inicijative, a osim toga on je oslikan kao previše nežna priroda; čak ni njegovi postupci nisu uvek za odobravanje, pa se simpatije čitalaca često nalaze na strani Enejinih neprijatelja, naročito kralja Turna, koji herojski brani domovinu od došljaka, prkoseći i volji bogova i sudbini. Ponegde se u pojedinim delovima epa nailazi i na preterano patetičan ton.
Најважнији Вергилијев узор био је Хомер. Од Илијаде и Одисеје зависна је Енеида и у садржини и у композицији. Првих шест певања Енеиде – у којима се описују Енејина лутања – одговарају садржини Одисеје, а других шест певања – где се описују бојеви у Лацију – одговарају садржини Илијаде. Од Хомера узео је Вергилије и идеју да отпочне са последњим догађајем из Енејиних лутања, а да претходне догађаје накнадно исприча као епизоду (у Одисеји се тако на двору феачкога краља Алкиноја приповедају Одисејева лутања). Шеста песма Енеиде – силазак у подземни свет – одговара XI књизи Одисеје, где Одисеј силази у Хад. И у Енеиди имамо игре на гробу Анхизовом (којима одговарају посмртне игре у Патроклову част у Илијади), затим опис Енејиног штита (коме одговара опис Ахилејевог штита у Илијади) итд. У изразу и стилским фигурама такође се Вергилије веома много угледао на Хомера.
Вергилије Енеиду није сасвим завршио. Целина је била готова, али у детаљима је било пропуста, непотпуности, недовршености, противречности. Чак у епу има можда и понеки недовршени хексаметар. Коначно су била завршена певања друго (пропаст Троје), четврто (Дидона) и шесто (силазак у доњи свет) – за њих знамо да их је песник прочитао Августу. Последња Вергилијева жеља на самрти била је наводно да се рукопис Енеиде спали, али то на интервенцију Августову није учињено. Август је дао да се спев објави, и то пошто је из ње изостављено оно што је било сасвим сувишно и очигледно недовршено. Додавано пак није ништа. У тој Августовој редакцији сачувана нам је Енеида и до данас.

## Значај и утицај
Вергилије је имао неколико коментатора, а у целини су нам сачувани Сервијеви и Донатови коментари. Вергилије је – што је такође показатељ његове славе, јер исти је случај био и с Хомером – имао и доста непријатеља: „Оспораватеља Вергилију никада није недостајало“, каже један антички писац ''(Obtrectatores Vergilio numquam defuerunt). Један је писао Antibucolica („Антибуколске песме“), други ''Aeneomastix („Šibatelj Eneje“), неки су тражили позајмице и „крађе“ од других песника. Асконије Педијан одговорио је свима њима у делу Против оспораватеља Вергилија (Contra obtrectatores Vergilii). И Калигула је мрзео Вергилија, „зато што је био без икаквога талента и образовања“. Вергилијеве песме употребљаване су и као пророчанства – то су тзв. Вергилијева пророчанства (sortes Vergilianae), и то чак и по храмовима. Тако је, на пример, Клодије Албин, када је питао Аполона у Куми за своју судбину, добио као одговор два стиха из Енеиде: 6.857 и 8.858.
Лепу карактеристику Вергилијеве поезије дао је Квинтилијан: „Као код Грка Хомер, тако је код нас, у најсрећнији час, створио епопеју Вергилије, који је од свих епских песника, и грчких и наших, несумњиво Хомеру најближи. Да кажем оно исто што сам, у својој младости, чуо од Афера Домиција; кад сам га наиме запитао који је песник по његовом мишљењу најближи Хомеру, он ми је одговорио ово: 'Други је Вергилије, али је он ближи ономе испред њега, него ономе иза њега'. А баш нека је и тачно да наши песници не могу достићи небеску бесмртну генијалност Хомерову, мора се признати да је Вергилије, кад се упореди с Хомером, показао већу брижљивост и труд, нарочито још с обзиром на то да је његов задатак био тежи. Код Хомера има више сјајних детаља, али се зато Вергилије кроз цело своје дело одржао на истој висини“.
Хуманост и достојанственост Вергилијеве уметности отворила му је убрзо као класичном песнику пут у римске и касније школе те га учинила све до 18. века врхунским узором епскога песништва (Данте Алигијери, Џефри Чосер, Едмунд Спенсер, Ханс Закс, Луис де Камоис, Пјер де Ронсар, Торквато Тасо, Џон Милтон, Волтер и др.). Од свих римских песника Вергилије је с Овидијем најдубље утицао и на песништво хрватских латиниста, а највише на Јакова Бунића (у оба његова епа, Отмици Кербера – De raptu Cerberi и Христовом животу и делима – De vita et gestis Christi), Марка Марулића (посебно у Давидијади – Davidias) те Рајмунда Кунића (у преводу Илијаде с грчкога – Homeri Ilias Latinis versibus expressa, Рим 1776).